# Yu-Gi-Oh! (film)
Yu-Gi-Oh! (遊☆戯☆王, Yūgiō) is een 30 minuten durende Japanse film gebaseerd op de eerste Yu-Gi-Oh! anime. De film is een productie van Toei Animation, en ging in première op 6 maart 1999.

## Verhaal
De film introduceert een nieuw personage: Shōgo Aoyama, een jonge Duel Monsters-speler die echter bijna nooit duelleert omdat hij te timide is. Zelfs nadat hij een sterke kaart in handen krijgt, de legendarische Red-Eyes Black Dragon, neemt zijn zelfvertrouwen niet toe.
Seto Kaiba hoort dat Shōgo de Red Eyes Black Dragon heeft, en daagt hem uit tot een duel om deze kaart te winnen. Het is aan Yugi Motu om Shōgo te helpen dit duel te winnen.

## Rolverdeling
| Acteur             | Personage                           |
| ------------------ | ----------------------------------- |
| Megumi Ogata       | Yugi Mutou/Dark Yugi (Yami No Yugi) |
| Eiko Hisamura      | Shōgo Aoyama                        |
| Toshiyuki Morikawa | Katsuya Jonouchi]                   |
| Yumi Kakazu        | Anzu Mazaki                         |
| Ryotaro Okiayu     | Hiroto Honda                        |
| Yukana Nogami      | Miho Nosaka                         |
| Hikaru Midorikawa  | Seto Kaiba                          |
| Konomi Maeda       | Satoshi                             |

## Achtergrond
Hoewel deze film gebaseerd is op de eerste anime, zien enkele van de personages er al meer uit zoals in de tweede anime. Zo heeft Seto Kaiba in deze film al zijn bruine haar uit de tweede anime in plaats van zijn groene haar uit de eerste anime.
De film staat los van de later uitgebrachte Yu-Gi-Oh! The Movie: Pyramid of Light.